# Coördinaat
Een coördinaat is een getal dat wordt gebruikt om de plaats van een punt aan te geven. Alleen op een lijn is één coördinaat voldoende om de plaats van dat punt ondubbelzinnig te bepalen. De plaats op een kromme is ook door een getal bepaald, maar die noemt men een parameter. In meer dimensies, bijvoorbeeld in een vlak of in de ruimte zijn er meer coördinaten nodig. Samen met de coördinaten zijn er afspraken voor nodig die aan de coördinaten hun betekenis geven. Het geheel heet een coördinatenstelsel. Er bestaan verschillende soorten coördinatenstelsels.
Het cartesische coördinatenstelsel is de gebruikelijke manier om een punt in een vlak aan te duiden door middel van twee coördinaten. De eerste coördinaat heet de {\displaystyle x}-coördinaat, de tweede de {\displaystyle y}-coördinaat. Meer in het algemeen is, in een ruimte met een cartesisch coördinatenstelsel, het aantal coördinaten dat voor het vastleggen van de plaats van een punt nodig is, constant. Dat aantal heet de dimensie van de ruimte. De derde coördinaat in drie dimensies heet de {\displaystyle z}-coördinaat. Coördinaten hebben altijd betrekking op een punt, dus nooit rechtstreeks op bijvoorbeeld een oppervlak. Een driehoek wordt door drie hoekpunten bepaald, die zelf weer door hun coördinaten worden bepaald.
Coördinaten worden in de wiskunde vaak tussen twee haakjes genoteerd en onderling gescheiden door een komma, bijvoorbeeld (3,-4,7), of als plaatsvector.
Coördinaten worden veel in de geodesie gebruikt en er zijn daarvoor verschillende geodetische coördinatensystemen ontwikkeld.